# Liste der Monuments historiques in Consolation-Maisonnettes
Die Liste der Monuments historiques in Consolation-Maisonnettes führt die Monuments historiques in der französischen Gemeinde Consolation-Maisonnettes auf.

## Liste der Immobilien
| Bezeichnung                    | Beschreibung | Standort                 | Kennzeichnung | Schutzstatus | Datum | Bild           |
| ------------------------------ | --- | ------------------------ | ------------- | ------------ | ----- | -------------- |
| Petit Séminaire de Consolation | 1670 gestiftetes Kloster der Paulaner, nach der Französischen Revolution aufgegeben und als Nationalgut verkauft, seit 1827 erneut kirchlich genutzt; Kirche Notre-Dame-de-Consolation, 1682 erbaut, mit bauzeitlicher Ausstattung | Chemin des Tuffes (Lage) | PA00101631    | Classé       | 1913  | weitere Bilder |

## Liste der Objekte
| Bezeichnung                                              | Beschreibung                                      | Standort                                       | Kennzeichnung | Schutzstatus | Datum | Bild |
| -------------------------------------------------------- | ------------------------------------------------- | ---------------------------------------------- | ------------- | ------------ | ----- | ---- |
| Mausoleum für Just-Ferdinand de Rye, Marquis de Varambon | Marmor, um 1657                                   | in der Kirche Notre-Dame-de-Consolation (Lage) | PM25000582    | Classé       | 1910  |      |
| Kanzel, Chorgestühl und Wandvertäfelung des Chorraums    | Holz, 18. Jahrhundert                             | in der Kirche Notre-Dame-de-Consolation (Lage) | PM25001647    | Classé       | 1913  |      |
| Gemälde Heiliger Josef                                   | Ölfarbe auf Leinwand, Holzrahmen, 19. Jahrhundert | in der Kirche Notre-Dame-de-Consolation (Lage) | PM25002024    | Inscrit      | 1987  |      |
| Gemälde eines Bischofs                                   | Ölfarbe auf Leinwand, Holzrahmen, 19. Jahrhundert | in der Kirche Notre-Dame-de-Consolation (Lage) | PM25002025    | Inscrit      | 1987  |      |
| Beichtstuhl                                              | Holz, 18. Jahrhundert                             | in der Kirche Notre-Dame-de-Consolation (Lage) | PM25002026    | Inscrit      | 2003  |      |